# Восстание в Хаги
Восстание в Хаги (яп. 萩の乱 хаги но ран, 28 октября — 5 ноября 1876 года) — антиправительственное восстание нетитулованной аристократии (сидзоку) под руководством Маэбары Иссэя в Японии, которое состоялось в 1876 году на западе острова Хонсю в городе Хаги. Завершилось победой правительственных сил и казнью лидеров повстанцев.

## История
Восстание в Хаги было организовано Маэбарой Иссэем, учеником Ёсиды Сёина, милитаристом и политическим противником умеренного Кидо Такаёси. Он занимал должность Императорского советника и замминистра Министерства войны, но в 1870 году вышел в отставку из-за болезни и вернулся на родину в Хаги. Пока Маэбара лечился, центральное правительство провело административную реформу 1871 года, совершило социальные преобразования, направленные на ликвидацию самурайского сословия и безжалостно придушило аристократическую оппозицию.
Такая политика центральной власти вызвала недовольство бывших самураев, которые в 1876 году подняли антиправительственные восстания в Кумамото и Акидзуки. 28 октября того же года Маэбара Иссэй откликнулся на их призыв и собрал в городе Хаги 200 единомышленников для помощи восставшим. Однако он не получил ожидаемой поддержки со стороны сидзоку Кагосимы и был разбит через неделю войсками Хиросимского гарнизона под командованием Миуры Горо. Позже Маэбару был пойман в соседней префектуре Симане и публично казнён в декабре 1876 года вместе с восемью руководителями восстания.